# أدب فرنسا

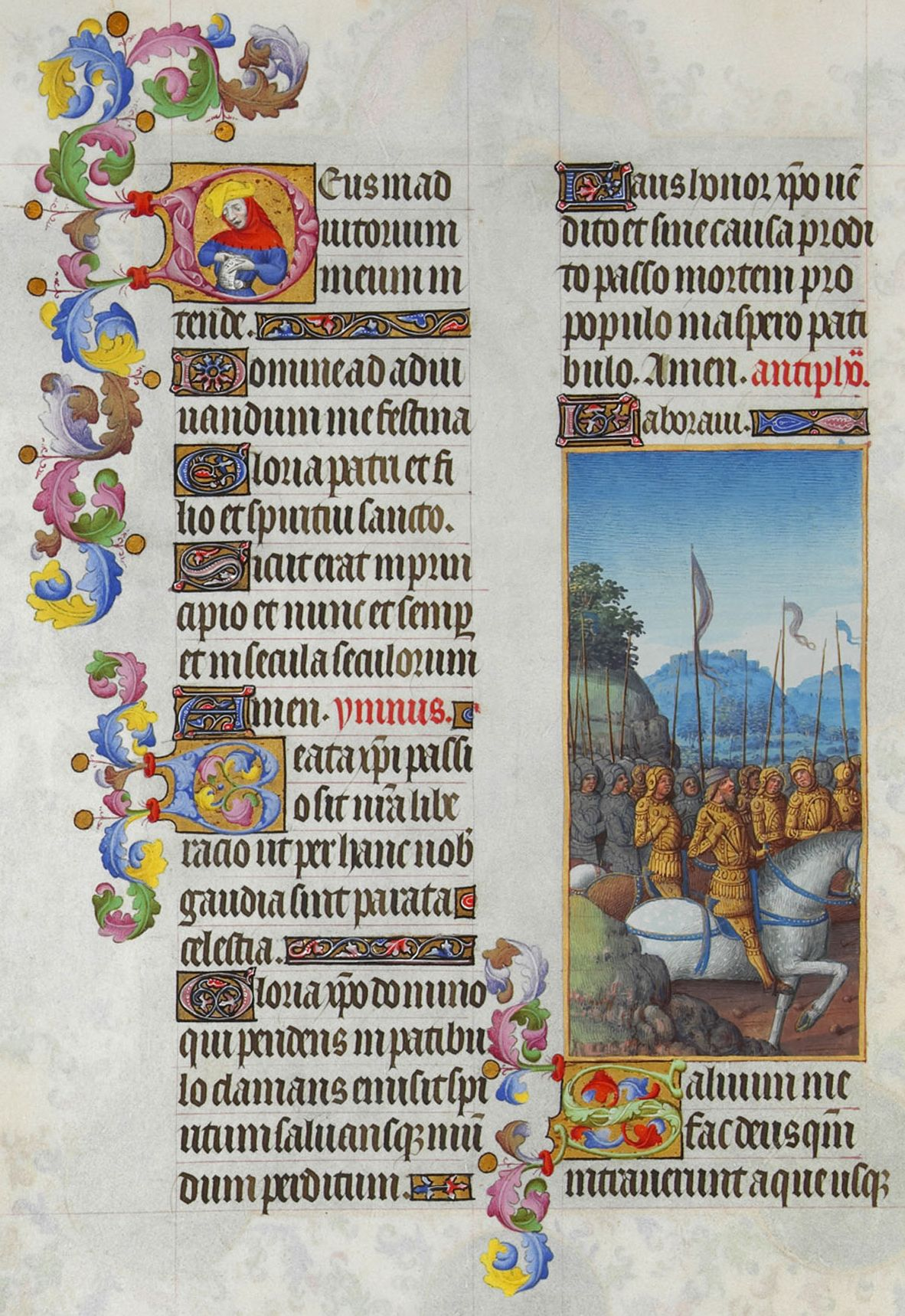

الأدب الفرنسي (بالفرنسية:Littérature française) نقصد به هنا الجزء المدون الذي بدأ بالملحمة المعروفة «أناشيد البطولة»، ويستبعد منه أدب البروفنسال، والأدب اللاتيني الذي ساد العصور الوسطى، وكانت هذه الملحمة تغنى بالغرب المسيحي، ثم تطورت الملاحم، ودخلها كثير من التغيير، وظهرت في صورة قصص خيالية منظومة منها «قصة الوردة» و«قصة الثعلب رينار» وغير ذلك من القصص القصيرة المنظومة على لسان الحيوان، التي تدخل في الأدب الشعبي بمعناه الحديث.
وفي القرنين (12- 13) ظهر الشعر الغنائي الذي نبغ فيه كرستين دي بسان، وشارل دوق أورليان، وفرانسوا فيللون. وبدأ النثر بكتابة التاريخ وتسجيل الأحداث، ونبغ من المؤرخين: فيلهاردوان، وجوردان فليو، وكومين. ثم ظهرت المسرحية التي اتخذت من المعجزات موضوعاً، وازدهرت في أواخر العصور الوسطى وظلت حتى القرن 16 أكثر الفنون الأدبية انتشاراً. وفي عصر النهضة، كان الاتجاه صوب الأدب اليوناني واللاتيني، وجمع الكتاب بين الأدب الفرنسي القديم وهذا الاتجاه، ومن هؤلاء: مونتيني وكالفن، ولكن الاتجاه نحو الأدب الإيطالي وجد معارضين، تزعمهم: رونسار، والناقد مالرب، الذي بدأ يهتم باختيار اللفظ السليم.
وفي ظل حكم آل بوربون، استقرت الأمور، وأصبحت باريس مركزاً ثقافياً ممتازاً. ثم جاء القرن 17 وهو العصر الذهبي للأدب الفرنسي، وفيه بلغ الأدب المسرحي ذروته، بفضل كورني، وراسين، وموليير وارتقى الشعر الغنائي والهجاء بفضل جان دي لافونتين، وبوالو. وبلغ النشر الفني الكمال في مؤلفات باسكال، ومدام دي سيفيني وبوسويه ومدام دي لافاييت، ولاروش فوكو، ولا برويير. وأسست في هذا القرن الأكاديمية الفرنسية، والكوميدي فرانسيز، ويمتاز أسلوب هؤلاء الأدباء، رغم مابينهم من اختلافات، بالوضوح والصقل، كما يمتازون هم بالذكاء والاهتمام بالسلوك الإنساني.
أما أدب القرن 18، فيعد خيالياً في مجموعة يمثل عصر اضمحلال، لذا لم يخلد من أدبائه إلا قلة، آثارهم رائجة منهم: شتيه، وبومارشيه والكتاب الذين تعرضوا لموضوعات سياسية فلسفية، مثل مونتسكيو، وروسو وفولتير، وديدرو، ومدام دي ستال. وعندما انتدلعت الثورة الفرنسية، انفجرت معها ينابيع الأدب الرومانسي ومن زعمائه: شاتوبريان، ولامرتين، وهوجو، وموسيه، وجوتيه، وفيني، ودوما الأب، والابن. أما كتاب القصة الطويلة في القرن 19 ففي مقدمتهم: مريميه، وستاندال وجورج ساند، وبالزاك، وفلوبير، بواقعيته المعروفة. ويتميز القرن 19 بتعدد مدارسه الأدبية، مثل: جماعة البارناسيين، بزعامة لوكفت دوليل، وجماعة الأخوة جونكو، والرمزيين الذين التقوا حول مالارميه.
أما الشعراء العظام فلم ينتموا إلى فئة بعينها أومدرسة بالذات، مثل: فرلين، ورامبو، وفاليري. ومن المؤرخين في هذا العصر: تيري، مشليه، وجيزو. ومن النقاد: تين، وسانت بوف، وفاجيه، والناقد اللاذع أناتول فرانس. ومن كتاب القصة والمسرحية، من أواخر القرن 19 حتى الآن: سارتر، وكوكتو، وكاي، وأنوي. ومنهم من توفي منذ أعوام مثل: مترلنك البلجيكي، وروستان. وتعتبر القصة الطويلة أهم الفنون الأدبية في القرن 20 برع في كتابتها: بوجيه، ولويتي، وباريز، ورولان، وكولت، وجيد، وجيرودو، وبروست ومورياك، ومارلرو، ورومان، وأراجون، وبرنانوس.

## تاريخ الأدب الفرنسي وآثاره

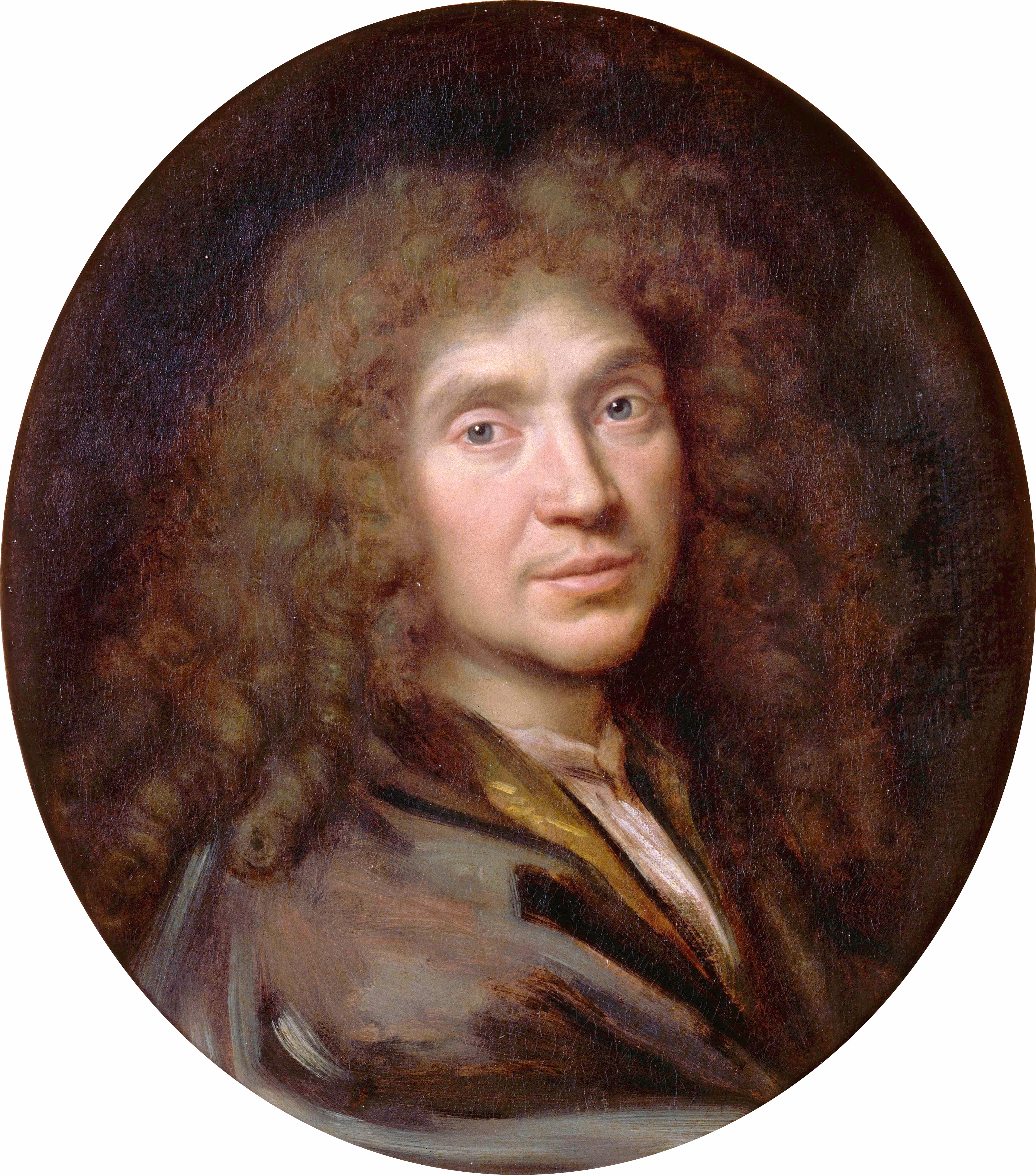
صورة لجان بابتيست بوكلين المعروف باسم موليير (1622-1673)

تُعتبر ملحمة «أنشودة رولان» Chanson de Roland أقدمَ ما وصلنا من تراث فرنسا الأدبي، ويُعتبر فييّون Villon (القرن الخامس عشر للميلاد) أبرز الشعراء الفرنسيين القدامى على الإطلاق. وفي القرن السادس عشر بدأت طلائع النثر الفني مع فرانسوا رابليه Rabelais ومونتينْيْ Montaigne، وظهرت جماعة البليياد Pleiade، وعلى رأسها الشاعر رونسار Ronsard، ولمع نجم ماليرب Malherbe الذي مهّد لظهور الكلاسيكية الفرنسية في القرن السابع عشر. والواقع أن القرن السابع عشر هذا كان عصر الأدب الفرنسي الذهبي، ففيه ازدهر المسرح الكلاسيكي ازدهاراً عظيماً مع كورنييْ Corneille وراسين Racine وموليير Moliere وبرزت كوكبة من ألمع الأسماء في تاريخ الأدب الكلاسيكي من أمثال لافونتين La Fontaine وباسكال Pascal وبوالو Boileau وفينيلون Fenelon ولا برويير La Bruyere. أما القرن الثامن عشر فكان عصر «التنوير» Enlightenment وفيه وُضع التوكيد على التفكير العقلاني في المقام الأول، وهيمن على الحياة الأدبية فولتير Voltaire وجان جاك روسّو Rousseau والأنسيكلوبيديون Encyclopedists. ومع مطلع القرن التاسع عشر بزغ فجر الرومانتيكية فكان لامرتين Lamartine وهوغو Hugo وألفرد دو موسيه de Musset وألفرد دو فينيي de Vigny، واشتدّ ساعد الرواية مع ستاندال Stendhal وبلزاك Balzac وفلوبير Flaubert، وظهرت المدرسة البرناسية والمدرسة الواقعية والمدرسة الرمزية. وفي القرن العشرين ظهرت السُّريالية والوجودية وغيرهما، وعرف الأدب الفرنسي جمهرة من أشهر أعلامه من أمثال أرَغون Aragon وأيلُووَار Eluard وجيد Gide وكامو Camus وسارتر Sartre وأضرابهم.

## أدباء فرنسيون حائزون على جائزة نوبل للآداب
هؤلاء أدباء فرنسيون أو كتّاب أدب بالفرنسية فازوا بجائزة نوبل للأدب:
- 1901 - سولي برودوم. (أول فائز بجائزة نوبل للآداب).
- 1904 - فردريك ميسترال.
- 1911 - موريس ماترلينك (بلجيكي).
- 1915 - رومان رولان
- 1921 - أناتول فرانس
- 1927 - هنري برجسون
- 1937 - روجه مارتين دو غار
- 1947 - أندريه جيد
- 1952 - فرنسوا مورياك
- 1957 - ألبير كامو
- 1960 - سان جون بيرس
- 1964 - جان بول سارتر (رفض الجائزة)
- 1969 - صموئيل بيكت
- 1985 - كلود سيمون
- 2000 - جاو كسينغجيان
- 2008 - جان ماري غوستاف لو كليزيو
- 2022 -آني إرنو